# Sous le soleil des guinguettes
Pour les articles homonymes, voir Sous le soleil (homonymie).
Albums de Jean-Jacques Debout
Bourlingueur des étoiles
Sous le soleil des guinguettes est un album studio de Jean-Jacques Debout sorti en juillet 2013.
Il comporte deux créations et dix-huit reprises de grands succès dans les styles valse, tango, java, marche, chacha, samba et fox. Il est arrangé par Jacques Ferchit et Jacky Delance.

## Pistes
| No  | Titre                                | Paroles                  | Musique             | Durée |
| --- | ------------------------------------ | ------------------------ | ------------------- | ----- |
| 1.  | Sous le soleil des guinguettes       | Jean-Jacques Debout      | Dominique Gorse     |       |
| 2.  | Ça s'est passé un dimanche           | Jean Boyer               | Georges van Parys   |       |
| 3.  | Ah ! Le petit vin blanc              | Jean Dréjac              | Charles Borel-Clerc |       |
| 4.  | Le Plus Beau Tango du monde          | René Sarvil              | Vincent Scotto      |       |
| 5.  | Sur le chemin de ta maison           | Francis Blanche          | Marianito Mores     |       |
| 6.  | Le Dénicheur                         | Léon Agel                | Léo Daniderff       |       |
| 7.  | La Java bleue                        | Géo Koger et Noël Renard | Vincent Scotto      |       |
| 8.  | La belote                            | Albert Willemetz         | Maurice Yvain       |       |
| 9.  | Rue de Lappe                         | Francis Lemarque         | Rudi Revil          |       |
| 10. | Papa, Maman, la Bonne et moi         | Robert Lamoureux         | Robert Lamoureux    |       |
| 11. | Maître Pierre                        | Jacques Plante           | Henri Betti         |       |
| 12. | C'était bien                         | Robert Nyel              | Gaby Verlor         |       |
| 13. | C'est un mauvais garçon              | Jean Boyer               | Georges van Parys   |       |
| 14. | Le Marchand de bonheur               | Jean Broussolle          | Jean-Pierre Calvet  |       |
| 15. | Si tu vas à Rio                      | Jean Broussolle          | Julio Monteiro      |       |
| 16. | Bal, petit bal                       | Francis Lemarque         | Francis Lemarque    |       |
| 17. | Les Routiers                         | Jean Boyer               | Georges van Parys   |       |
| 18. | Sous les ponts de Paris              | Jean Rodor               | Vincent Scotto      |       |
| 19. | Quand on se promène au bord de l'eau | Julien Duvivier          | Maurice Yvain       |       |
| 20. | C'est fini                           | Jean-Jacques Debout      | Jacques Ferchit     |       |